# مطبخ فنزويلي
يختلف المطبخ الفنزويليمن منطقة إلى أخرى في البلاد ويرجع ذلك إلى ثرواتها الطبيعية المتعددة وتعدد أصل الجنسيات التي تكون المجتمع الفنزويلي. ويرتبط فن الطهو ارتباطا وثيقا بالبلاد الأصلية للشعب الفنزويلي فنجد منها الإيطالي والأسباني والبرتغالي والفرنسي، كما ينتمي إليها فنون الطهي الإفريقية والهنود الحمر.

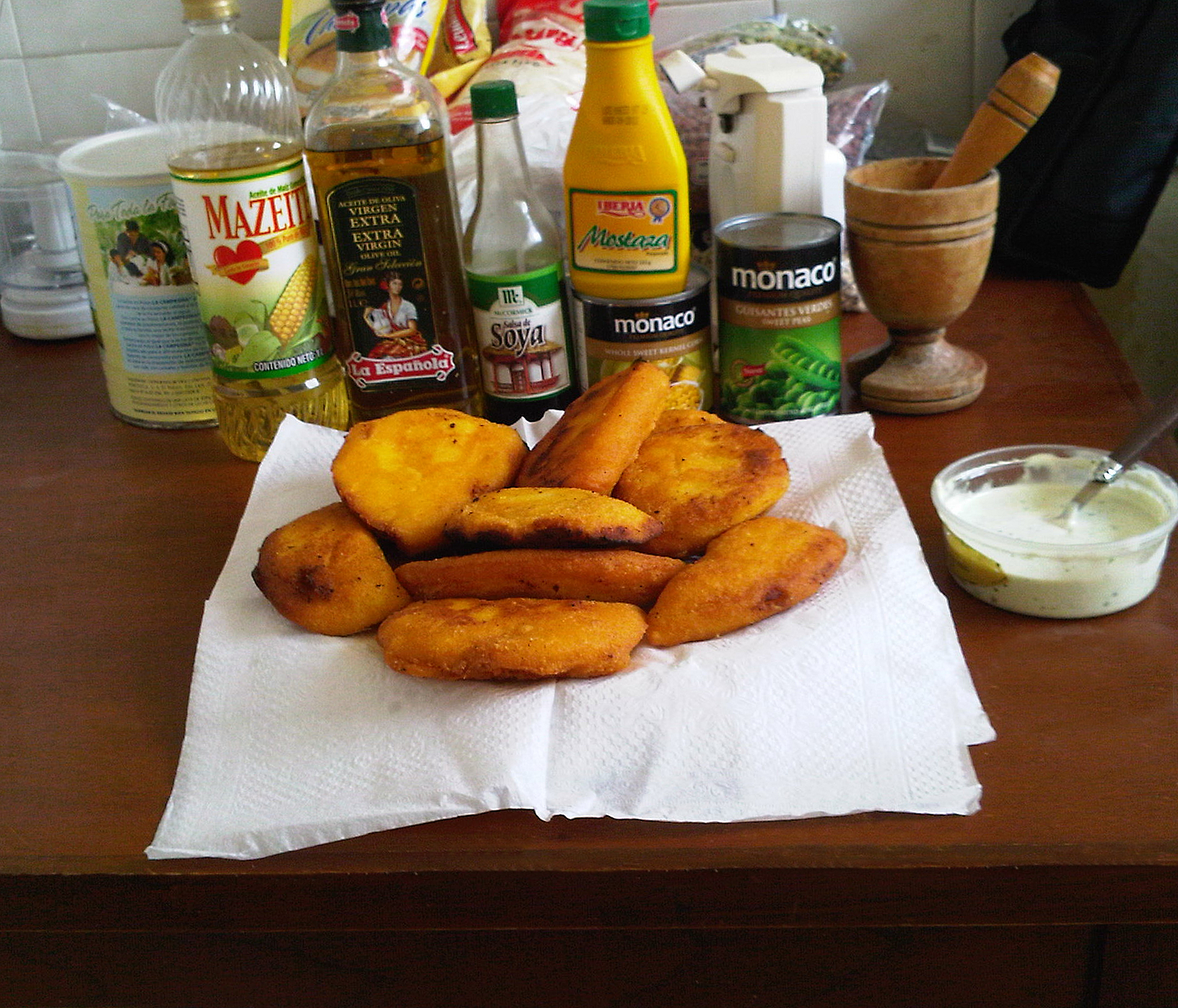
Homemade إمباناداs.

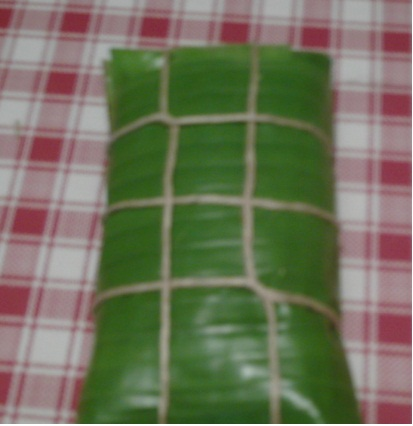
هالاكاs.

## أطعمة مميزة
بحسب مناطق فنزويلا المختلفة تشيع المأكولات الآتية:
- في المناطق الشرقية والشمالية: توجد بها أنواع عديدة من الأسماك النهرية والبحرية، والأطعمة تدخل فيها الثروة البحرية. وتشكل الجذور مثل البطاطا واليام من خصائص زراعة البلاد، كما توجد الحبوب مثل الذرة والأرز وتصنع المكرونة (حيث تعتبر فنزويلا من أكثر الشعوب التي تأكل المجرونة بعد إيطاليا). كذلك يوجد اللحم البقري والخضروات والطماطم.
- المناطق الغربية بها مراعي الأغنام التي يطبخ لحمها بصلصة الطماطم وأنواع موز الطبخ، والأرانب، كما يستخدم الجبن كثيرا لإعطاء الطعام نكهة ومذاقا مميزا. وتختلف طرق الطهي بحسب قبائل السكان كما نجدها متأثرة بالمطبخ الكولومبي.
- المنطقة الوسطى: تؤكل فيها الدواجن واللحم البقري والخنزير والأسماك (تعد على البخار أو مسلوقة)، وتؤكل المكرونة كثيرا و الأرز والسلطة. يتأثر فن الطهي في هذه المنطقة بالمطبخ الإيطالي.

منطقة لانوس: وتوجد بها اللحم البقري وأنواع أخرى مثل الدجاج البري (فازان) والغزلان، وغالبا أن تكون ما تشوى أو تقلى، كما يؤكل القمح في صورة الفطائر الجبن «كاشابا»، والجبن الأبيض وبعض منتجات الألبان الأخرى.
- منطقة الأندي: يكثر فيها البطاطا وأنواع أخرى من النباتات الدرنية مثل التوبر، والقمح واللحم البقري ولحم الخراف والدجاج، و يقل أكل الأسماك لقلة السواحل في هذه المنطقة، إلا أن سمك السلامون يربى في بعض مزارع للسمك. ويتسم فن الطهي هنا بالأصل الأوروبي وكذلك بفن الطهي للسكان الاصلييين.